# Кручоних Олексій Єлисейович
Олексій Єлисейович Кручоних (справжнє прізвище - Кручений; 21 лютого 1886, селище Оливське Вавиловської волості Херсонської губернії — 17 червня 1968, Москва) — поет-футурист. Запровадив у московську поезію зарозумілу мову, тобто абстрактне, безпредметне мовлення, очищене від «життєвого бруду», стверджуючи право поета користуватися «розрубаними словами, півсловами та їх химерними хитрими поєднаннями».
Іноді підписувався псевдонімом «Александр Кручёних».

## Біографія
Народився в селянській сім'ї, батько — виходець з Сибіру, мати — полька (Мальчевська). 1906 року закінчив Одеське художнє училище.
Від 1907 року жив у Москві. Починав як журналіст, художник, автор пародійно-епігонських віршів (збірка «Старовинна любов»).

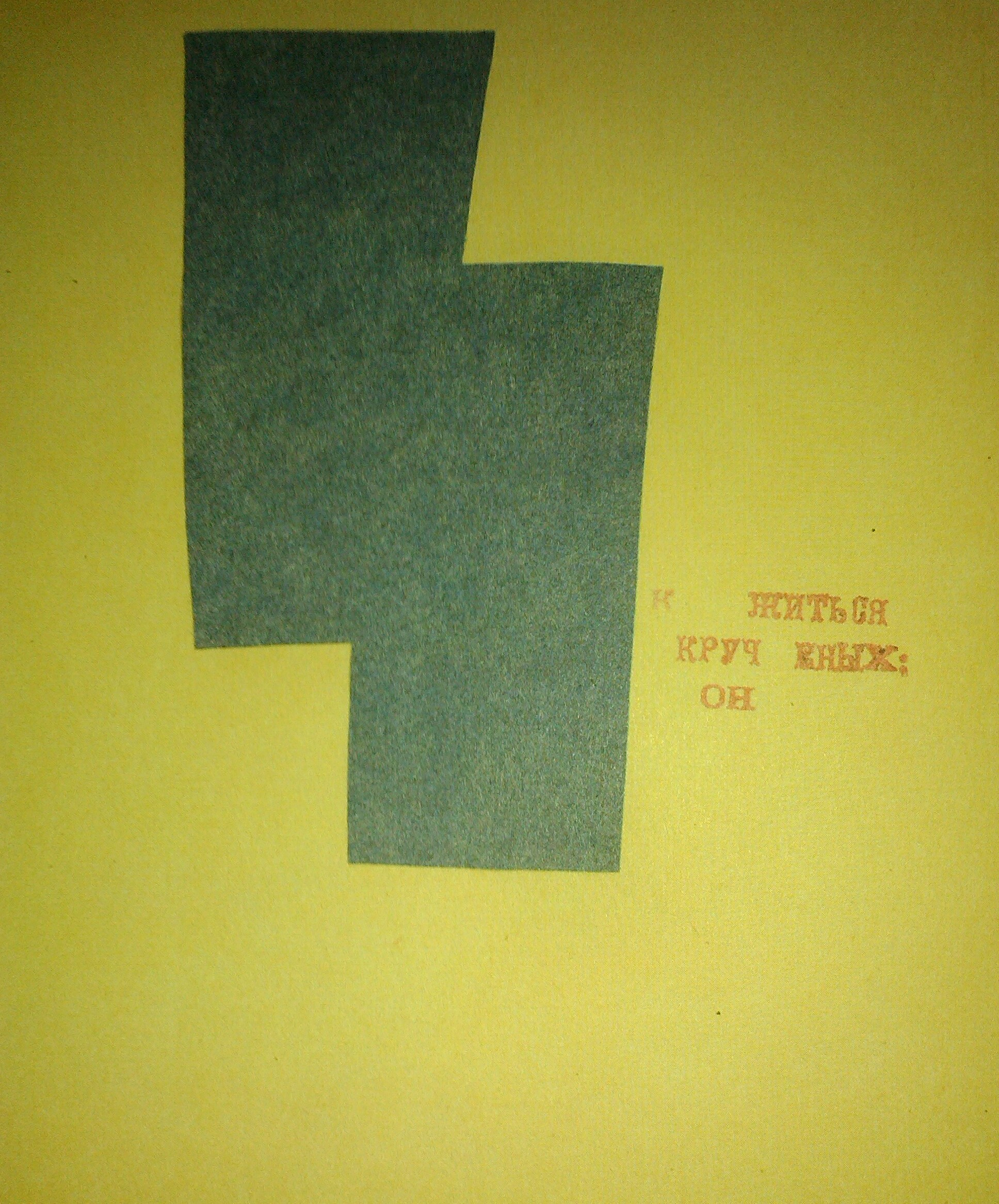
Колаж Кручоних зі «Зарозумілої гниги»

Від 1912 року активно виступає як один з основних авторів та теоретиків російського футуризму, бере участь в альманахах футуристів («Садок суддів», «Ляпас громадському смакові», «Троє», «Дохлий місяць»), випускає теоретичні брошури («Слово як таке», «Таємні вади академіків») та авторські збірки («Помада», «Поросята», «Взорваль», «Те лі ле»), які цілком (включаючи шрифт) малював сам.
Виступав як співавтор Велимира Хлєбнікова (поема «Гра в пеклі» та лібрето футуристичної опери «Перемога над сонцем», музика Михайла Матюшина). У останній проголошував перемогу техніки й сили над стихією та романтикою природи, заміну природного, недосконалого сонця новим рукотворним, електричним світлоом.
Головний теоретик та практик «зарозумілої поезії», автор хрестоматійно знаменитого зарозумілого тексту «власною мовою» зі збірки «Помада» (Москва, 1913):
дыр бул щыл

убешщур

скум

вы со бу

р л эз

Кручоних стверджував, що «в цьому п'ятивірші більше російського національного, ніж в усій поезії Пушкіна».
Під час Першої світової війни та революції Кручоних жив у Грузії, в Тифлісі. Заснував групу футуристів «41°», до якої увійшли також Ігор Терентьєв, Ілля Зданевич, Микола Чернавський; також формальним членом групи «41°» вважав себе Юрій Марр, який до неї не входив. Продовжував писати поезії та теоретичні книги. 1920 року жив у Баку.
1920 року повернувся до Москви й переніс туди діяльність групи. Долучився до групи ЛЕФ з «лівого флангу». Займався антикварною та букіністичною діяльністю, підготував декілька збірок статей та віршів на свою честь; навколо нього (не без його участі) складається міфологізований ореол «великого зарозумільця», «буки російської літератури». Автор ряду біографічних брошур про Єсеніна, сприйнятих сучасниками (у тому числі Маяковським) загалом негативно.
Втім, Маяковський високо цінував Кручених як футуриста й називав його поезії «допомогою прийдешнім поетам».
Футуристичні твори Кручених, які сам він називав «продукціями», з'являлися спочатку невеликими брошурами в різних видавництвах, пізніше (приблизно від 1923 року) — у власному виданні автора, розмноженому подекуди машинописним або рукописним способом. Остання така публікація — збірка «Іроніада» (1930) — 150 екземплярів, розмножених гектографічним способом. Всього Кручених опублікував 236 своїх «продукцій», з яких, проте, знайдено лише частина.
Від 1930-х років, після загибелі Маяковського та розстрілу Ігоря Терентьєва, вимушено відходить від літератури (лише зрідка виступаючи з критичними статтями й бібліографічними публікаціями) та живе тільки від продажу рідкісних книг і рукописів, що тоді теж далеко не віталося. Був членом СП СРСР.
У 1950-х Кручоних помітив й напучував поетів ліанозовської школи Ігоря Холіна та Генріха Сапгіра, а також поетів молодшого покоління Володимира Козакова, Генадія Айгі, Костянтина Кедрова. Коли 82-річний Кручоних помер, 86-річний Корній Чуковский, свідок перших виступів футуристів, записав в щоденнику: «Дивно.
Він здавався безсмертним. Він один залишався з усього оточення Маяковського».

Кручених далі від усіх кубофутуристів пішов шляхом абсурду, гри зі звуками, дроблення слова та словесної графіки. Разом із творами зарозумілої мови для його творчості характерне прагнення до грубої хаотичності, до потворного, до дисгармонії та антиестетизму.
— Вольфганг Казак
Ставлення до поетичної творчості Кручоних досі залишається вкрай неоднозначним — від визнання його великим новатором-експериментатором до повного заперечення літературних здібностей.
2012 року видавництво «Гілея» опублікувало листи Олексія Кручоних до Михайла Матюшина — соратника Кручоних з футуристичного руху, та Андрія Шемшурина — літературознавця й мецената, який підтримував футуристів, у яких Кручоних описує обставини свого життя, цитує уривки з власних поезій та віршів його послідовників.